# Fileas (bisbe)
Fileas (Phileas, Φιλέας) fou un bisbe grec de l'Imperi Romà. Fou bisbe de Thmuis, a Egipte, al segle iii. Va morir màrtir en alguna de les anomenades persecucions. Va escriure un elogi sobre el martiri.